# Mortal Kombat: Armageddon
Mortal Kombat: Armageddon là tựa thứ bảy trong loạt trò chơi điện tử đối kháng hay nhất của Mỹ có tên gọi là Mortal Kombat được sản xuất từ những năm 1992 đến năm 2004. Nó được phát triển bởi đội ngũ Midway Games - Chicago, trò chơi được phát hành đầu tiên trên hệ máy Play Station 2 là vào ngày 11/10/2006. Lần phát hành tiếp theo là hệ máy Xbox vào ngày 16/10/2006, và cuối cùng là hệ máy Wii là vào ngày 29/5/2007 tại thị trường Bắc Mỹ. Do gặp một số vấn đề pháp lý về trò chơi điện tử bạo lực nên dòng hệ PAL cho máy Xbox đã không được phát hành, theo như được công bố về nội dung thì Mortal Kombat: Armageddon được coi như là phiên bản cuối cùng được phát hành trên hệ máy console Play Station 2, Xbox và Wii nhằm bước sang phát triển dòng Mortal Kombat mới trên hệ máy console tiếp theo là Xbox 360 và Play Station 3.

## Mô tả những ý chính trên bìa đĩa khi mua trò chơi
Mortal Kombat: Armageddon là một trong những chương mới nhất của phiên bản trò chơi điện tử đối kháng ăn khách bán chạy nhất của hãng MIDWAY. Với bảng nhân vật đầy đủ nhất vốn là tập hợp từ những phiên bản đi sau bao gồm 50 chiến binh của thế giới Mortal Kombat (bao gồm quá khứ, hiện tại và tương lai), cùng với hai mục "Kreate-A-Fighter" (sáng tạo một chiến binh) và "Kreate-A-Fatality" (sáng tạo một đòn kết liễu). Thêm vào đó người chơi sẽ tham gia vào một cuộc trinh phạt mới trong mục chơi "Konquest" với nhân vật Taven, Mortal Kombat: Armageddon hứa hẹn sẽ mang đến cho người chơi một cái nhìn bao quát toàn diện, đầy chết chóc cùng với những trải nghiệm đối kháng không ngừng nghỉ.
- Có thể chọn được ngay 50 chiến binh trong thế giới của Mortal Kombat: Bao gồm các nhân vật quen thuộc như từ Liu Kang đến Shang Tsung và những con trùm lớn mạnh như Shao Kahn. Mortal Kombat: Armageddon là phiên bản tập hợp các chiến binh nhiều nhất cho cuộc chiến từ phiên bản trước cho đến nay.
- Thêm mục chơi Kreate-A-Fighter: Bạn có thể sáng tạo một nhân vật anh hùng, chiến binh, kẻ xấu theo ý thích qua những mục chọn cho sẵn trong mục Kreate-A-Fighter
- Thêm mục chơi sáng tạo Kreate-A-Fatality:

## Giới thiệu về trò chơi
Từ lâu MK đã trở thành huyền thoại trong lòng giới mộ điệu thể loại đối kháng. Quả thật, không một lần nào trò chơi để người ta phải phàn nàn về chất lượng. Cho đến nay, không biết bao nhiêu tựa game Mortal Kombat đã đến tay game thủ và cứ mỗi lần "hồi sinh" trò chơi lại mang đến cho người chơi những nét mới lạ, phá cách. Ngoài đường lối đối kháng thông thường, bạn còn có thể tìm thấy nhiều kiểu chơi khác trong Mortal Kombat: Amarrgeddon. Khi mới bắt đầu, game thủ chắc chắn sẽ không khỏi choáng ngợp trước bộ phim giới thiệu được dàn dựng cực kỳ công phu, nói về cuộc chiến tranh giành quyền lực giữa những bang hội cuồng sát trên vùng đất Mortal Kombat. Tiếp đến, giao diện menu của trò chơi trông khá thoáng và đẹp với rất nhiều hình ảnh các nhân vật được thay đổi liên tục mỗi khi thoát ra, vào lại. Số lượng võ đài và nhân vật tham chiến ở phiên bản này cũng hơn hẳn các bản trước. Có tổng cộng 58 nhân vật lựa chọn ban đầu, 4 nhân vật sẽ được mở khoá sau này và 2 nhân vật do game thủ tự "chế tạo". Bên cạnh những cựu binh đã quá quen thuộc với fan hâm mộ như Liu Kang, Kung Lao, Scorpion, Sub Zero, Shinnok, Quan chi, Raiden sẽ là nhiều gương mặt cũ đã được xửa mới lại là: Sheeva, Kintaro, Onaga, Motaro…
Mỗi nhân vật đều có những đặc điểm riêng từ mặt ngoại hình, thẩm mỹ cho đến lối đánh, cách thức ra đòn. Các thế đánh trong game không chỉ phong phú mà còn rất đẹp mắt và bạo lực. Người chơi sẽ có ít nhất 4 chiêu thức chưởng hoặc hơn cơ bản khác nhau ở từng thành viên và được chia đều trên các phím nóng của tay cầm PS2, Xbox. Từ 4 chiêu thức này, bạn có thể tạo ra vô vàn thế võ mới, những đòn combo đậm chất "kung fu" khi kết hợp với nhiều bước di chuyển, nhảy nhót. Một khía cạnh nhỏ nữa cần nhắc đến là hầu hết nhân vật đều biết sử dụng vũ khí. Bên cạnh những binh khí sắp đặt sẵn trên đấu trường như búa, đao, gậy.v..v., người chơi còn được cung cấp thêm một món "đồ chơi" riêng. Bảng danh sách "moves list" sẽ liệt kê cách sử dụng vũ khí, các đòn combo của tất cả nhân vật được chọn lựa nhằm giúp người chơi nắm bắt lối đánh một cách dễ dàng hơn.
Để thay đổi không khí sau những màn đánh đấm đẫm máu, game thủ có thể thử tài "lượn lách" của mình ở phần Mortor Kombat. Đây giống như một kiểu "đua xe vịt", muốn chiến thắng bạn cần tận dụng những điểm mạnh yếu của nhân vật cũng như cạm bẫy, đạn dược nằm rải rác trên đường đua để triệt hạ đối phương.Thay vì vẻ hung tợn cùng những thân hình vạm vỡ, lực lưỡng đầy sức quyến rũ, bạn sẽ nhận thấy các nhân vật trong phần đua xe hết sức ngộ nghĩnh và nhí nhố, phù hợp với lối chơi vui nhộn của thể loại "đua xe vịt".
Tương tự như Motal Kombat: Shaolin Monks, Amargeddon cũng có phần chơi theo cốt truyện, "Konquest", để game thủ tham gia và tận hưởng không khí chiến đấu của một game hành động đi bài thực thụ, vốn rất hấp dẫn người chơi ở nhiều tựa đối kháng khác. Tuy nhiên, lần này bạn sẽ không được điều khiển Liu Kang nữa (bởi anh ta đã chết trong bản Shaolin Monks và giờ chỉ còn là một xác ướp biết đi), thay vào đó, người chơi vào vai Taven - người con của nữ phù thủy Deila và cha của anh ta Agus một Huynh trưởng thiên sứ năm xưa đã từng lật đổ vị thần tối cao của các vị thần là Shinnok.Với góc nhìn thứ ba, bạn sẽ được trải qua nhiều nhiệm vụ lớn nhỏ, chạm trán vố số đối thủ thuộc hàng "cứng cựa" với mục đích cuối cùng, làm chủ vùng đất thiêng Edenia. Nhưng để thực hiện sứ mệnh cao cả này cũng không dễ dàng gì cho Taven, chàng trai không chỉ đối mặt với lũ quái vật khát máu, biệt đội sát thủ ninja hay những chiến binh đã bán mình cho quỷ dữ mà các loại bẫy chết người cũng luôn sẵn sàng chờ chàng "ghé thăm". Bù lại, phần thưởng dành cho bạn sẽ là nhiều đồng tiền (cell) quý giá, các vũ khí, trang phục, nhạc nền mới được sử dụng trong mục chơi đối kháng và đua xe.
Điểm thú vị tiếp theo của trò chơi chính là việc cho phép game thủ tự xây dựng nhân vật riêng cho mình thông qua mục Kreate A Fighter. Tại đây, có khá nhiều tuỳ chọn về trang phục, tóc tai, thẩm mỹ, hình thể, giọng nói… để người chơi tha hồ phát huy tính sáng tạo. Chưa dừng lại ở đó, bạn có thể học cho nhân vật của mình những thế võ đặc biệt, thậm chí là cả chiêu thức kết liễu "Fatality".
Ngoài ra, game thủ còn tìm thấy vô số hình ảnh, phim giới thiệu, hoặc các bản nhạc truyền thống của dòng Mortal Kombat ở mục The Krypt. Tuy vậy, bạn cần phải có đủ số đồng cell trong khi chơi mới mở được những "phần thưởng" này. Đây thực sự là một kho tàng giá trị để bạn có thể biết thêm nhiều thông tin trong và ngoài Mortal Kombat: Amargeddon.
Đồ hoạ của game khá ấn tượng từ các màn đánh đấm đối kháng cho đến hình ảnh tại giải đua xe Motor Kombat. Tuy ít có hiệu ứng đẹp mắt nhưng với số lượng nhân vật được thiết kế rất khéo léo và công phu chắc chắn sẽ không để bạn phải thất vọng. Chỉ duy nhất phần đi bài Konquest là không như mong đợi của nhiều người, màu sắc mờ nhạt, phong cảnh vùng đất Motar Kombat cũng không được tạo dựng chi tiết. Âm thanh thể hiện rất tốt vai trò của mình với nhiều tiếng đánh đấm chắc nịch, tiếng vũ khí va chạm nhau nghe thật đã tai. Đặc biệt là khâu lồng tiếng cho nhân vật được thực hiện rõ ràng và trơn tru. Nếu vẫn còn thắc mắc, bạn có thể xem qua đoạn phim giới thiệu về phần âm của trò chơi trong mục The Krypt. Chưa thực thoả mãn với sự trông đợi của các fan hâm mộ và vẫn còn mắc phải vài điểm khuyết không đáng có ở một phiên bản thuộc dòng Mortal Kombat danh tiếng, dẫu sao Amargeddon cũng đã hoàn thành sứ mệnh cuối cùng mà Midway giao phó trên hai mảnh đất già cỗi PS2, Xbox một cách trọn vẹn để tiến đến một kỷ nguyên của Next-Generation trong những năm kế tiếp.

## Nội dung chính
Đang làm....

## Nhân vật
| - Ashrah - Baraka - Blaze - Bo' Rai Cho - Chameleon - Cyrax | - Daegon - Dairou - Darrius - Drahmin - Ermac - Frost | - Fujin - Goro - Havik - Hotaru - Hsu Hao - Jade | - Jarek - Jax - Johnny Cage - Kabal - Kai - Kano | - Kenshi - Khameleon - Kintaro - Kira - Kitana - Kobra | - Kung Lao - Li Mei - Liu Kang - Mavado - Meat - Mileena | - Mokap - Moloch - Motaro - Nightwolf - Nitara - Noob Saibot | - Onaga - Quan Chi - Raiden - Rain - Reiko - Reptile | - Sareena - Scorpion - Sektor - Shang Tsung - Shao Kahn - Sheeva | - Shinnok - Shujinko - Sindel - Smoke - Sonya Blade - Stryker | - Sub-Zero - Tanya - Taven |

Chú ý thêm: Trên hai hệ máy Xbox và Play Station 2 người chơi có thể chọn được 64 nhân vật, trong đó nhân vật Khameleon không xuất hiện trên hai hệ trên. Để chọn được nhân vật Khameleon, người chơi phải mua phiên bản Mortal Kombat: Armageddon được làm dành riêng cho hệ máy Wii. Lúc đó trong bảng chọn nhân vật thì chúng ta sẽ thấy nhân vật nam Chameleon sẽ bị thay bằng nhân vật nữ Khameleon, đây là một điều bắt buộc khá đáng tiếc cho hai hệ máy nổi tiếng Xbox và Play Station 2 khi không được độc quyền nhân vật này trên hệ máy của họ.

## Ấn phẩm mua hàng đi kèm
Giống như việc phát hành phiên bản trò chơi Mortal Kombat: Deception năm 2004 khi đưa những ấn phẩm hấp dẫn di kèm, chúng ta một lần nữa sẽ được giới thiệu về những ấn phẩm được bán kèm trong phiên bản Mortal Kombat: Armageddon. Theo mục liệt kê ấn phẩm sau đây bạn sẽ thấy phiên bản ấn phẩm đặc biệt được bán tại thị trường Bắc Mỹ có gì đặc biệt.
| Hình ấn phẩm | Những thứ đi kèm bên trong của ấn phẩm |
| ------------ | --- |
|              | - Mortal Kombat: Armageddon - Premium Edition / Play Station 2 (Biểu tượng hình rồng)(Hàng Steelbook)(NTSC) - - 1 DVD9 đĩa chơi Mortal Kombat: Armageddon - 1 sách hướng dẫn chơi - 1 Bonus DVD Content - 1 tấm bìa giấy Art Book (một loại thẻ ảnh bên trong có hình 64 nhân vật làm kỷ niệm được thiết kế cầu kỳ) - Chơi lại port game Ultimate Mortal Kombat 3              |
|              | - Mortal Kombat: Armageddon - Premium Edition / Play Station 2 (Hình nhân vật Johnny Cage và Goro)(Hàng Steelbook)(NTSC) - - 1 DVD9 đĩa chơi Mortal Kombat: Armageddon - 1 sách hướng dẫn chơi - 1 Bonus DVD Content - 1 tấm bìa giấy Art Book (một loại thẻ ảnh bên trong có hình 64 nhân vật làm kỷ niệm được thiết kế cầu kỳ) - Chơi lại port game Ultimate Mortal Kombat 3 |
|              | - Mortal Kombat: Armageddon - Premium Edition / Play Station 2 (Hình nhân vật Sonya và Kano)(Hàng Steelbook)(NTSC) - - 1 DVD9 đĩa chơi Mortal Kombat: Armageddon - 1 sách hướng dẫn chơi - 1 Bonus DVD Content - 1 tấm bìa giấy Art Book (một loại thẻ ảnh bên trong có hình 64 nhân vật làm kỷ niệm được thiết kế cầu kỳ) - Chơi lại port game Ultimate Mortal Kombat 3       |
|              | - Mortal Kombat: Armageddon - Premium Edition / Play Station 2 (Hình nhân vật Sindel và Shao Kahn)(Hàng Steelbook)(NTSC) - - 1 DVD9 đĩa chơi Mortal Kombat: Armageddon - 1 sách hướng dẫn chơi - 1 Bonus DVD Content - 1 tấm bìa giấy Art Book (một loại thẻ ảnh bên trong có hình 64 nhân vật làm kỷ niệm được thiết kế cầu kỳ) - Chơi lại port game Ultimate Mortal Kombat 3 |

Chú ý: Trên bốn phiên bản đĩa hộp Steelbook Mortal Kombat: Armageddon - Premium Edition đều được thiết kế giống nhau ở phần trong, điểm khác biệt của phiên bản này nằm ở hình ảnh ngoài hộp Steelbook. Vì nó không có quá nhiều sự đặc biệt trong phần lõi nên người mua chỉ cần chọn một trong bốn bản hàng Steelbook trên.